# Campionato europeo femminile under 17 di calcio 2022
Il Campionato europeo femminile under 17 di calcio 2022 è stata la tredicesima edizione del torneo che, organizzato con cadenza annuale dall'UEFA, è riservato alle rappresentative nazionali di calcio femminile dell'Europa le cui squadre sono formate da atlete al di sotto dei 17 anni d'età, in questo caso dopo il 1º gennaio 2005. Il torneo ritornò a essere programmato dopo due edizioni, nel 2020, inizialmente prevista, e 2021, nelle quali non venne disputato come misura di prevenzione al diffondersi della pandemia di COVID-19 in Europa.
La fase finale si è disputata in Bosnia ed Erzegovina dal 3 al 15 maggio 2022, riproponendo la formula della precedente edizione che vedeva ammesse otto squadre, con la nazionale del paese organizzatore qualificata direttamente, e partite in due tempi regolamentari di 45 minuti.
Il torneo è stato vinto dalla Germania, che se lo è aggiudicato per l'ottava volta, superando la Spagna ai rigori dopo che la finale si era conclusa con il risultato di 2-2 ai tempi regolamentari.

## Qualificazioni
La competizione è disputata da 49 nazionali affiliate alla UEFA, con la nazionale bosniaca qualificata automaticamente come paese ospitante e le altre 48 che si affrontano nella fase di qualificazione per la conquista dei sette posti rimanenti per la fase finale.
Le qualificazioni si sono svolte in due fasi, la fase di qualificazione, nell'autunno 2021, e la successiva fase élite disputata nella primavera 2022.

### Squadre qualificate
La seguente tabella riporta le otto nazionali qualificate per la fase finale del torneo:
| Nazionale            | Metodo di qualificazione         | fasi finali disputate | Ultima qualificazione | Migliore risultato nel torneo                       |
| -------------------- | -------------------------------- | --------------------- | --------------------- | --------------------------------------------------- |
| Bosnia ed Erzegovina | Ospitante                        | 1                     | -                     | Debutto                                             |
| Finlandia            | Vincitrice Fase élite, gruppo A1 | 1                     | 2018                  | 3º posto (2018)                                     |
| Spagna               | Vincitrice Fase élite, gruppo A2 | 10                    | 2019                  | Campione (2010, 2011, 2015, 2018)                   |
| Norvegia             | Vincitrice Fase élite, gruppo A3 | 4                     | 2017                  | Semifinali (2017)                                   |
| Danimarca            | Vincitrice Fase élite, gruppo A4 | 3                     | 2012                  | 3º posto (2008, 2012)                               |
| Germania             | Vincitrice Fase élite, gruppo A5 | 11                    | 2019                  | Campione (2008, 2009, 2012, 2014, 2016, 2017, 2019) |
| Francia              | Vincitrice Fase élite, gruppo A6 | 7                     | 2017                  | 2º posto (2011, 2012)                               |
| Paesi Bassi          | Vincitrice Fase élite, gruppo A7 | 4                     | 2019                  | 2º posto (2019)                                     |

## Fase a gironi
Si qualificano alla fase ad eliminazione diretta le prime due classificate di ciascuno dei due gruppi.
In caso di parità di punti tra due o più squadre di uno stesso gruppo, le posizioni in classifica verranno determinate prendendo in considerazione, nell'ordine, i seguenti criteri:
1. maggiore numero di punti negli scontri diretti tra le squadre interessate (classifica avulsa);
2. migliore differenza reti negli scontri diretti tra le squadre interessate (classifica avulsa);
3. maggiore numero di reti segnate negli scontri diretti tra le squadre interessate (classifica avulsa);
4. se, dopo aver applicato i criteri dall'1 al 3, ci sono squadre ancora in parità di punti, i criteri dall'1 al 3 si riapplicano alle sole squadre in questione. Se continua a persistere la parità, si procede con i criteri dal 5 al 9;
5. migliore differenza reti;
6. maggiore numero di reti segnate;
7. tiri di rigore se le due squadre sono a parità di punti al termine dell'ultima giornata;
8. classifica del fair play;
9. sorteggio.

### Gruppo A
| Pos. | Squadra              | Pt | G | V | N | P | GF | GS | DR  |
| ---- | -------------------- | -- | - | - | - | - | -- | -- | --- |
| 1.   | Germania             | 9  | 3 | 3 | 0 | 0 | 6  | 0  | +6  |
| 2.   | Paesi Bassi          | 4  | 3 | 1 | 1 | 1 | 9  | 3  | +6  |
| 3.   | Danimarca            | 4  | 3 | 1 | 1 | 1 | 7  | 3  | +4  |
| 4.   | Bosnia ed Erzegovina | 0  | 3 | 0 | 0 | 3 | 0  | 16 | −16 |

| Arbitro: | Réka Molnar |

|  |           |                       |
|  | Marcatori | 3’ Platner 10’ Stoldt |

| Arbitro: | Lovisa Johansson |

|  |           |                       |
|  | Marcatori | 3’ Platner 10’ Stoldt |

| Arbitro: | Michèle Schmölzer |

|  |           |                                                               |
|  | Marcatori | 5’ Sanvig 23’ La Cour 55’, 72’ Ásgeirsdóttir 62’, 63’ Aagaard |

| Arbitro: | Teresa Oliveira |

|                                |           |  |
| Tolhoek 59’ (aut.) Platner 83’ | Marcatori |  |

| Arbitro: | Gamze Durmuş |

|                |           |  |
| Alber 54’, 88’ | Marcatori |  |

| Arbitro: | Michalina Diakow |

|               |           |             |
| De Klonia 46’ | Marcatori | 28’ Aagaard |

### Gruppo B
| Pos. | Squadra   | Pt | G | V | N | P | GF | GS | DR  |
| ---- | --------- | -- | - | - | - | - | -- | -- | --- |
| 1.   | Spagna    | 9  | 3 | 3 | 0 | 0 | 11 | 0  | +11 |
| 2.   | Francia   | 6  | 3 | 2 | 0 | 1 | 3  | 3  | 0   |
| 3.   | Finlandia | 3  | 3 | 1 | 0 | 2 | 2  | 7  | −5  |
| 4.   | Norvegia  | 0  | 3 | 0 | 0 | 3 | 1  | 7  | −6  |

| Arbitro: | Michalina Diakow |

|                           |           |  |
| Chossenotte 40’ Calba 72’ | Marcatori |  |

| Arbitro: | Michèle Schmölzer |

|  |           |                                                |
|  | Marcatori | 26’ Camacho 52’ López 62’ Martret 90’ Corrales |

| Arbitro: | Lovisa Johansson |

|                                                  |           |  |
| Pujols 18’ Camacho 23’ Amezaga 76’ Capdevila 87’ | Marcatori |  |

| Arbitro: | Gamze Durmuş |

|            |           |  |
| Oillic 61’ | Marcatori |  |

| Arbitro: | Réka Molnar |

|                                      |           |  |
| Partido 28’ Amezaga 31’ Corrales 69’ | Marcatori |  |

| Arbitro: | Teresa Oliveira |

|                       |           |             |
| Seiro 20’ Angeria 80’ | Marcatori | 55’ Gaupset |

## Fase a eliminazione diretta

### Tabellone
|  | Semifinali | Semifinali  | Semifinali |        |       | Finale         | Finale | Finale |  |
|  |            |             |            |        |       |                |        |        |  |
|  | A1         | Germania    | 1          |        |       |                |        |        |  |
|  | A1         | Germania    | 1          |        |       |                |        |        |  |
|  | B2         | Francia     | 0          |        |       |                |        |        |  |
|  | B2         | Francia     | 0          |        | A1    | Germania (dtr) | 2 (3)  |        |  |
|  |            |             |            |        | A1    | Germania (dtr) | 2 (3)  |        |  |
|  |            |             | B1         | Spagna | 2 (2) |                |        |        |  |
|  | B1         | Spagna      | B1         | Spagna | 2 (2) | 3              |        |        |  |
|  | B1         | Spagna      |            |        |       |                |        |        |  |
|  | A2         | Paesi Bassi | 0          |        |       |                |        |        |  |

### Semifinali
| Arbitro: | Michalina Diakow |

|              |           |  |
| Şehitler 40’ | Marcatori |  |

| Arbitro: | Lovisa Johansson |

|                           |           |  |
| Pou 3’, 69’ Enrique 90+6’ | Marcatori |  |

### Finale per il 3º posto
| Arbitro: | Réka Molnar |

|                     |           |  |
| Rossi 16’ Calba 34’ | Marcatori |  |

### Finale
| Arbitro: | Michèle Schmölzer |

|                              |                      |                                |
| Stoldt 15’ Alber 88’         | Marcatori            | 28’ Artero 63’ Camacho         |
| Veit Bender Şehitler Gloning | Tiri di rigore 3 – 2 | Enrique Pou Íñigo Pujols López |

## Statistiche

### Classifica marcatrici
3 reti
- Alma Aagaard
- Mara Alber
- Fieke Kroese
- Carla Camacho

2 reti
- Emilía Ásgeirsdóttir
- Lucie Calba
- Paulina Platner
- Svea Stoldt
- Lotte Keukelaar
- Jone Amezaga
- Lucía Corrales
- Nina Pou

1 rete
- Clara La Cour
- Pernille Sanvig
- Jutta Angeria
- Elli Seiro
- Shana Chossenotte
- Laureen Oillic
- Fanny Rossi
- Alara Şehitler
- Daliyah de Klonia
- Hanna Huizenga
- Aniek Janssen
- Signe Gaupset
- Marina Artero
- Magali Capdevila
- Olaya Enrique
- Vicky López
- Laia Martret
- Paula Partido
- Judit Pujols

1 autorete
- Ajla Balić (a favore dei Paesi Bassi)
- Danique Tolhoek (a favore della Germania)